# Lista över k-märkta fritidsbåtar
Lista över k-märkta fritidsbåtar i Sverige baserar sig på Statens Maritima Museers lista per maj 2015. Museet kulturmärker sedan 2009 fritidsbåtar i Sverige två gånger per år och sedan år 2001 bruksfartyg i Sverige.
Per juni 2016 hade Sjöhistoriska museet listat ytterligare 32 fritidsbåtar.

## Kriterier för k-märkning av fritidsbåtar
För att kunna k-märkas som fritidsbåt måste en båt ursprungligen vara byggd som fritidsbåt och ha varit sjösatt första gången före 1965. Den måste också ha varit byggd i Sverige, vara ritad av en svensk båtkonstruktör, vara av en vanlig typ i landet eller på något annat sätt ha bevarandevärde just för en svensk k-märkning.
Vidare ställs krav på fint och sjövärdigt skick, autenticitet och väldokumenterad historik.

## K-märkta fritidsbåtar till och med våren 2015

### Motorjakten Alaiza, Stockholms län
Se M/Y Alaiza

### Motorbåten Albertina, Västra Götalands län
Se M/Y Albertina

### Segelbåten Anden, Värmlands län
- Byggd: 1960
- Konstruktör: Jan Jacobsson
- Varv:Moranäs varv i Saltsjöbaden
- Typ: Stjärnbåt
- K-märkt år: 2016

### Segelbåten Ankar-O-Lina
- Byggd: 1962
- Konstruktör: Hjalmar Olson
- Varv:Byggd av Olle och Per Theander i Göteborg
- Typ: Långedragsjulle
- K-märkt år: 2016

### Segelbåten Anne, Stockholms län
- Konstruktör: Fredrik Ljungström
- Byggår: 1949
- Varv: byggd på Orust (enligt ansökan)
- Material: afrikansk mahogny

### EntypskosternAnzy, Västra Götalands län
- Konstruktör: Einar och Carl-Erik Ohlson
- Byggår: 1943
- Varv: Hjalmar Johanssons varv i Långedrag
- Material: ek

### Passbåten Archimedes, Gävleborgs län
- Konstruktör: Archimedes AB
- Byggår: 1935
- Varv: Svens Forslund i Fagerfall i Bjuråker
- Material: ek

### Passbåten Arö I,Västra Götalands län
Passbåt av märket Realloy Pilen
- Konstruktör: Lage Eklund
- Byggår: 1954
- Varv: Livbåtsvarvet/Kordaverken på Orust
- Material: plast och trä

### Kostern Aura, Stockholms län
- Konstruktör: Hjalmar Olsson
- Byggår: 1939
- Varv: Gösta Johanssons båtvarv i Kungsviken på Orust
- Material: ek

### Havskryssaren Aurora, Uppsala län
Havskryssare av modell P 28, byggd i 536 exemplar 1955-73
- Konstruktör: Harry Hallberg
- Byggår: 1961
- Varv: Harry Hallbergs Varvsindustri
- Material: trä

### Segelbåten Bess
- Byggd: 1965
- Konstruktör: Harry Hallberg
- Varv: Harry Hallberg i Ellös
- Typ: Havskryssare
- K-märkt år: 2016

### SegelbågenBiscaya av Vindalsö, Stockholms län
- Konstruktör: Kockums i Malmö
- Byggår: 1933-34
- Varv: Bernhard Paulssons Varv, Råå
- Material: ek

### Campingbåt, Dalarna län
- Konstruktör: Bröderna Tell i Tällberg
- Byggår: 1952-53
- Varv:  Bröderna Tell i Tällberg
- Material: furu

### Nordiska folkbåten Bums, Västra Götalands län
- Konstruktör: Tord Sundén, Skandinaviska seglarförbundet
- Byggår 1963
- Varv: byggd av Olle Andersson vid Seldéns båtbyggeri på Orust
- Material: trä

### Motorbåten Carl Stuart, Blekinge län
- Konstruktör: Carl Gustaf Pettersson
- Byggår: 1931
- Varv: Rosättra Båtvarv i Norrtälje
- Material: mahogny

### Motorbåten Carola
- Byggd: 1965
- Konstruktör: Johansson & Sons varv i Holmsund
- Varv:  Johansson & Sons varv i Holmsund
- Typ: Motorseglare
- K-märkt år: 2016

### Motorbåten Clarenca, Östergötlands län
Se Clarenca

### Högsjösnipan Else, Västernorrlands län
- Konstruktör: Oskar Kjellberg
- Byggår: 1931-32
- Varv: Oskar Kjellbergs Båtvarv i Trosa
- Material: trä

### Motorjakten Eola, Stockholms län
’’Se M/Y Eola’’

### Passbåten Esso,
Se Esso (fritidsbåt)

### M/Y Eystra, Stockholms län
Se M/Y Eystra

### Kust- och havskryssaren Fair Wind, Stockholms län
- Konstruktör: Åke Améen
- Byggår: 1947-48
- Varv: Rosättra Båtvarv på Vätö
- Material: trä

### Halvracern/Daycruisern Fiorella, Stockholms län
- Konstruktör: Carl Gustaf Pettersson
- Byggår: 1912
- Varv: Bröderna Larssons varv i Kristinehamn
- Material: mahogny

### Motorbåten Fisken, Dalarnas län
- Konstruktör:  Olle Enderlein
- Varv: 1959-60 på Malmö Flygindustri
- Material: Plast

### Motorkryssaren Florida, Blekinge län
- Konstruktör: Harry Becker
- Byggår: 1962
- Varv: Gamleby Yachtvarv i Västervik
- Material: mahogny

### Segelbåten Gerdny
- Byggd: 1880
- Konstruktör:
- Varv:  Byggd i Bohuslän
- Typ: Koster
- K-märkt år: 2016

### Motoryachten Gersime
Se M/Y Gersime

### Kostern Geishan, Götalands län
- Byggår: 1912
- Varv: Liedbergs Varfs & Transport AB i Lidingö
- Material: furu

### Motorbåten Glasspar G3, Jämtlands län
Sportbåten Glasspar G3 i glasfiberarmerad plast tillverkades i Kalifornien 1960.

### Tiedemankryssaren Gran Turismo II,  Norrbottens län (ej i 2015 års lista)
- Konstruktör: Stig Tiedemann
- Byggår: 1963
- Varv: Rosättra Båtvarv, Norrtälje
- Material: mahogny

### M/Y Graziella, Stockholms län
Se M/Y Graziella

### Folkbåten Helmy S/Y, Stockholms län
- Konstruktör: Tord Sundén
- Byggår: 1945
- Varv: Helmer Gustavsson i Rotholmen
- Material: trä

### Motorseglaren Ilja III
- Byggd: 1948
- Konstruktör: Hjalmar Johansson i Långedrag
- Varv:  Hjalmar Johansson i Långedrag
- Typ: Motorseglare
- K-märkt år: 2016

### Klinkbyggda snipan Josefin, Uppsala län
- Konstruktör: Rune Berntsson
- Byggår: 1963
- Varv: Berntssons Båtbyggeri i Strömstad
- Material: ek i skrov och mahogny i överbyggnad

### Sportbåten Kristina, Stockholms län
- Konstruktör: Owe Forslund
- Byggår: 1961
- Varv: Forslunds varv i Stockholm
- Material: trä

### Snipan Lilli, Västernorrland län
- Konstruktör: Bröderna Olsson på Orust
- Byggår: 1951
- Varv: Kungsvikens varv på Orust
- Material: trä

### Motorbåten Looping II, Norrbottens län
- Konstruktör: IW-varvet
- Byggår: 1961
- Varv: IW-varvet, Henån, Orust
- Material: glasfiberarmerad plast

### Motorbåten Loris, Stockholms län
Se M/Y Loris

### Segelbåten Malou, Västra Götalands län
- Byggd: 1959
- Konstruktör: Jac Iversen
- Varv: Bröderna Jacobssons varv i Dragsmark
- Typ: Havskryssare
- K-märkt år: 2016

### Segelbåten Mia, Värmlands län
- Typ: Tärnunge, enligt regler från Segelsällskapet Gullmar i Lysekil
- Konstruktör: Gösta Svensson
- Byggår: 1961
- Varv: byggd av Gunnar Skålén vid Skåléns Båtbyggeri i Säffle
- Material: trä

### Kostern Monsunen, Västra Götalands län
- Typ: Kosterbåt K-20/K-22
- Konstruktörer: Arvid Laurin och Åke Eliasson
- Byggår: 1943
- Varv: Arvidsson och Karlsson i Svineviken

### Motorbåten Motorbåten, Stockholms län
- Typ: Archimedes Ruffbåt typ B
- Konstruktör: Jac Iverssen
- Byggår: 1930
- Varv: okänt
- Material: trä

### LångedragsjullenNabben II, Västra Götalands län
- Konstruktör: Hjalmar Olsson
- Byggår: 1932
- Varv: Bröderna Karlsson i Svineviken på Orust
- Material: trä

### Motorbåten Ofelia, Stockholms län
’’Se M/Y Ofelia

### Motorbåten Pontus, Västernorrlands län
- Konstruktör: Carl Gustaf Pettersson
- Byggår: 1936
- Varv: N Sundins varv i Docksta
- Material: trä

### Segelbåten Pärlan, Västra Götalands län
- Typ: Andunge (Swe 33)
- Konstruktör: Thorvald Gjerdrum
- Byggår: 1961
- Varv: Skåléns Båtbyggeri i Säffle
- Material: trä

### Segelbåten Rima, Östergötlands län
- Typ: Internationell 5 m-jakt
- Konstruktion: Erik Salander
- Byggår: 1937
- Varv: Tynningö båtvarv
- Material: trä

### Motorbåten Ross
- Byggd: 1964
- Konstruktör: Einar Runius
- Varv: Storebro Bruk
- Typ: Motorbåt
- K-märkt år: 2016

### Motorbåten Sanna, Stockholms län
- Konstruktör:  Carl Gustaf Pettersson
- Byggår 1948
- Material: mahogny

### Motorbåten Silva, Stockholms län
M/Y Silva

### Expressmotorbåten Solavae, Östergötlands län
- Konstruktör: Carl S Andrée
- Byggår: 1921
- Varv: AB Andrée & Rosenqvist OY i Åbo
- Material: trä

### Motorkryssaren Sonja, Stockholms län
- Konstruktör: Jac Iverssen
- Byggår 1954
- Varv: Gräddö varv, Gräddö
- Material: trä

### Motorbåten Sweet Sue, Dalarnas län
- Konstruktör: Richard C Cole
- Byggår: 1958
- Varv: Botved Boats i Vordingborg i Danmark
- Material: plywood och plast

### Skärgårdskryssaren Taifun, Stockholms län
- Segelyta: 30 kvadratmeter
- Konstruktör: Knud H Reimers
- Byggår: 1948
- Varv: Bröderna Erikssons Båtvarv i Strängnäs med inredning och överbyggnad på Stockholms båtbyggeri AB i Saltsjöbaden
- Material: trä

### Motorjakten Taifun, Stockholms län
- Konstruktör: Albert Andersson
- Byggår: 1908
- Varv: Halldin & Co Mekanisk Verkstad i Örebro
- Material: trä

### Motorbåten Tournesol, Stockholms län
Se M/Y Tournesol

### Segelbåten Trio, Stockholms län
- Konstruktör: Sven Abrahamsson
- Byggår: 1928
- Varv: Bröderna Nilssons varv i Nyköping
- Material: mahogny

### Kostern Tärnungen, Västra Götalands län
- Typ: Kosterbåt K-32/K-25
- Konstruktör: Hjalmar Johansson
- Byggår: 1928–29
- Varv: byggd av Hjalmar Johansson i Kungsviken
- Material: trä

### Motorbåten Valkyrian, Stockholms län
Se: M/Y Valkyrian

### Motorbåten Vi Tre, Stockholms  län
Se M/Y Vi Tre

### Motorbåten Vift, Stockholms län
Se M/Y Vift

### Motorkryssaren Vigor
- Byggd: 1909
- Konstruktör: August Plym
- Varv: Neglingevarvet i Saltsjöbaden
- Typ: Motoryacht
- K-märkt år: 2016

### Segelbåten Yaramaz, Uppsala län
- Konstruktör: Henning Haglind
- Byggår: 1912
- Varv: Stockholms Båtbyggeri AB i Neglinge
- Material: mahogny